# Volcan Club de Moroni
El Volcan Club es un equipo de fútbol de Comoros que milita en la Primera División de las Comoras, la liga de fútbol más importante del país.

## Historia
Fue fundado el 16 de junio de 1971 en la capital Moroni y han ganado la Liga Regional de la Gran Comora en 2 ocasiones, accediendo a la fase nacional 2 veces, pero nunca han ganado el título nacional. Cuenta también con 5 títulos de copa nacional.
A nivel internacional han participado en tres torneos continentales, en donde nunca han superado la ronda preliminar.

## Palmarés
- Primera División de las Comoras: 3

2015, 2018, 2021/22
- Liga Regional de la Gran Comora: 4

2002, 2003, 2015, 2018, 2021/22
- Copa de las Comoras: 4

1984, 2006, 2014, 2016
- Coupe des As: 1

2003
- Copa Concorde: 1

2006

## Participación en competiciones de la CAF
| Temporada | Torneo                       | Ronda      | Club             | Casa | Visita | Global  |
| --------- | ---------------------------- | ---------- | ---------------- | ---- | ------ | ------- |
| 2015      | Copa Confederación de la CAF | Preliminar | Petro Luanda     | 0-1  | 0-4    | 0-5     |
| 2016      | Liga de Campeones de la CAF  | Preliminar | Kaizer Chiefs FC | 0-4  | 0-3    | 0-7     |
| 2017      | Copa Confederación de la CAF | Preliminar | Vipers SC        | 1-1  | 0-0    | 1-1 (a) |
| 2018/19   | Liga de Campeones de la CAF  | Preliminar | African Stars FC | 0-0  | 1-2    | 1-2     |
| 2022/23   | Liga de Campeones de la CAF  | 1          | La Passe FC      | 1-0  | w.o.1  | -       |

- 1- Volcan Club no se presentó al partido de vuelta y fue descalificado.